# Fernando de Brunsvique-Volfembutel
Fernando, Príncipe de Brunswick-Lüneburg (Wolfenbüttel, 12 de janeiro de 1721 – Vechelde, 3 de julho de 1792) foi um marechal de campo prussiano (1758-1766), notório por sua participação na Guerra dos Sete Anos. De 1757 a 1762, ele liderou um exército anglo-alemão que repeliu com sucesso as tentativas francesas para ocupar Hanôver.